# Select
Select Sport A/S er en virksomhed, der primært producerer bolde til en række sportsgrene. Den blev grundlagt i 1947 af den tidligere danske landsholdsmålmand Eigil Nielsen og Poul Ferdinand Schlie. Virksomheden producerer også en række andre sportsprodukter som målmandshandsker, sportstøj, fodboldstøvler og behandlingskufferter til brug ved sport. I øjeblikket leverer firmaet bolde til Belgiens og Danmarks landshold i fodbold.
Virksomheden er mest kendt for at udvikle verdens første fodbold uden snøre samt at introducere en bold lavet af 20 sekskanter og 12 femkanter kaldet 32-feltersbolden.
Selects Sport A/S' hovedkontor ligger i Glostrup på Sjælland, men boldene bliver produceret i Pakistan.